# Port lotniczy Adé
Port lotniczy Adé – port lotniczy położony w Adé, w regionie Wadaj, w Czadzie.